# Staw nad Skokiem
Staw nad Skokiem (słow. pleso nad Skokom, niem. Skoksee, dawniej Nadskoksee, węg. Szkok-tó, dawniej Nadszkok-tó) – jezioro  położone w środkowej części Doliny Młynickiej, w słowackiej części Tatr Wysokich. Znajduje się na wysokości 1801 m n.p.m. na dużym, stosunkowo płaskim tarasie zwanym Zadnią Polaną. Według pomiarów Józefa Szaflarskiego z 1935 staw miał powierzchnię 0,775 ha, rozmiary 160 × 78 m i głębokość 2,3 m, według pomiarów pracowników TANAP-u z lat 60. XX w. powierzchnia stawu wynosiła 0,735 ha, wymiary 158 × 80 m, głębokość ok. 1,2 m. Staw coraz bardziej się zmniejsza, ponieważ wypływający z niego potok rozcina jego próg.
Nazwa stawu pochodzi od pobliskiego wodospadu Skok tworzonego przez wodę wypływającą ze stawu. „Skok” w tym przypadku oznacza próg lub spiętrzenie. Poniżej Stawu nad Skokiem znajduje się bowiem wybitny próg skalny o bardzo stromej ścianie. Prowadzący nim szlak turystyczny jest w najbardziej eksponowanych miejscach ubezpieczony łańcuchami. Poniżej tego progu znajduje się drugi, mniejszy Staw pod Skokiem.

## Szlaki turystyczne
– żółty szlak ze Szczyrbskiego Jeziora dnem Doliny Młynickiej obok stawu i dalej na Bystrą Ławkę, położoną nieco na południe od przełęczy Bystry Przechód (dawniej szlak wiódł prosto przez tę przełęcz), stamtąd dalej do Doliny Furkotnej. Przejście szlakiem przez przełęcz jest dozwolone w obie strony, jednak zalecany jest kierunek z Doliny Młynickiej do Furkotnej w celu uniknięcia zatorów na łańcuchach.
- Czas przejścia ze Szczyrbskiego Jeziora do wodospadu: 1:30 h, ↓ 1 h
- Czas przejścia znad wodospadu na Bystrą Ławkę: 2 h, ↓ 1:35 h